# NMBS Serie 652
Het Type 652 (later vernummerd in 620) was een serie dieseltreinstellen gebruikt door de Belgische spoorwegmaatschappij NMBS.
De NMBS bestelde in 1936 12 stuks van deze dieseltreinstellen. Ze waren uitgerust met twee achtcilinder dieselmotor van 220 kW en een transmissie van SLM Winterthur.